# 歐磐
歐磐，滁州人，明朝軍事將領。
歐磐襲世職指揮使。成化年間，升爲廣東都指揮僉事，屢次平定民變有功。后因總督朱英舉薦，充任廣西右參將，分守柳州、慶遠。與左參將馬義討融縣八寨瑤，并獲勝。但班師后，余賊復出掠奪，被彈劾。后督撫上疏請求其戴罪立功，明憲宗於是寬恕并恢復職務。成化二十三年，郁林陸川賊黃公定、胡公明叛變，歐磐與按察使陶魯分兵五路攻破，后晉升爲都指揮同知。
弘治年間，因病解職。總督秦纮稱其有戰功，有才有守，乞起用，明孝宗下令恢復。弘治八年，府江永安民變，總督閔珪調兵六萬平定，歐磐則從象州、修仁直搗陸峒，所向披靡，攻破一百八十個山寨，斬首六千餘人，晋升都指揮使，遷廣西副總兵。后因都御史鄧廷瓚等建言，晋升其为都督僉事。十五年命佩平蠻將軍印，鎮守湖廣。弘治十八年请辞，两年后去世。